# Tino Insana
Silvio Peter Insana (Chicago, 15 febbraio 1948 – Los Angeles, 31 maggio 2017) è stato un doppiatore e attore statunitense.
È noto per aver doppiato principalmente Clorofix, della serie televisiva Darkwing Duck.
È citato in vari aneddoti nel libro di Bob Woodward Chi tocca muore - la breve delirante vita di John Belushi.

## Filmografia parziale

### Attore

#### Cinema
- Cracking Up, regia di Rowby Goren e Chuck Staley (1977)
- I vicini di casa (Neighbors), regia di John G. Avildsen (1981)
- Going Berserk, regia di David Steinberg (1983)
- I tre amigos! (¡Three Amigos!), regia di John Landis (1986)
- Donne amazzoni sulla luna (Amazon Women on the Moon), regia di Joe Dante, Carl Gottlieb, Peter Horton, John Landis e Robert K. Weiss (1987) (segmento "Video Pirates")
- Per gioco e... per amore (For Keeps?), regia di John G. Avildsen (1988)
- Lo strizzacervelli (The Couch Trip), regia di Michael Ritchie (1988)
- Chi è Harry Crumb? (Who's Harry Crumb?), regia di Paul Flaherty (1989)
- Wedding Band, regia di Daniel Raskov (1989)
- Perché proprio a me? (Why Me?), regia di Gene Quintano (1990)
- I guerrieri della strada (Masters of Menace), regia di Daniel Raskov (1990)
- Oscar - Un fidanzato per due figlie (Oscar), regia di John Landis (1991) - non accreditato
- Beverly Hills Cop III - Un piedipiatti a Beverly Hills III (Beverly Hills Cop III), regia di John Landis (1994)

#### Televisione
- Nella buona e nella cattiva sorte (Honeymoon Academy), regia di Gene Quintano (1989)
- Out There, regia di Sam Irvin (1995)
- Justice, regia di Jack Ersgard (1999)

#### Serie TV
- Big City Comedy (1980)

- The Billy Crystal Comedy Hour (1982)
- Troppo forte! (Sledge Hammer!) – serie TV, episodi 1x1 (1986)
- Giudice di notte (Night Court) – serie TV, episodi 9x6 (1991)
- Quattro donne in carriera (Designing Women) – serie TV, episodi 6x12 (1991)
- Dream On – serie TV, episodi 3x3 (1992)
- Innamorati pazzi (Mad About You) – serie TV, episodi 4x9 (1995)
- That's Life – serie TV, episodi 1x17 (2001)
- Curb Your Enthusiasm – serie TV, episodi 6x7 (2007)
- Where's This Party? (2014)

### Doppiatore

#### Film d'animazione
- Tom & Jerry - Il film (Tom and Jerry: The Movie), regia di Phil Roman (1992) - Poliziotto
- Barnyard - Il cortile (Barnyard), regia di Steve Oedekerk (2006) - Pig the Pig

#### Serie animate
- Darkwing Duck – serie TV, 14 episodi (1991) - Dr. Reginald Bushroot
- Che magnifico campeggio (Camp Candy) – serie TV, episodi 3x6 (1992)
- Ecco Pippo! (Goof Troop) – serie TV, episodi 1x22 (1992) - Colonnello Carter
- La sirenetta - Le nuove avventure marine di Ariel (The Little Mermaid) – serie TV, episodi 1x14 (1992) - Baracuda
- Problem Child (1993)
- Bonkers – serie TV, episodi 1x4-1x43-1x60 (1993)
- Aladdin – serie TV, episodi 1x10-1x45-1x47 (1994) - Principe Uncouthma
- Cuccioli della giungla (Jungle Cubs) – serie TV, episodi 2x5 (1997) - Fat Cat
- Bobby's World – serie TV, 39 episodi (1990-1998) - Uncle Ted
- Buzz Lightyear of Star Command – serie TV, episodi 2x4 (2000) - Samsa
- Teacher's Pet – serie TV, episodi 1x9 (2000)
- Pepper Ann – serie TV, 11 episodi (1997-2000)
- House of Mouse - Il Topoclub (House of Mouse) – serie TV, episodi 4x3 (2002) - Vari personaggi
- Spaceballs: The Animated Series – serie TV, 14 episodi (2008-2009) - Barf
- The Mighty B! – serie TV, episodi 2x18 (2011)
- Back at the Barnyard – serie TV, 47 episodi (2007-2011) - Pig
- Bubble Guppies - Un tuffo nel blu e impari di più (Bubble Guppies) – serie TV, 79 episodi (2011-2016) - Mr. Grouper

#### Videogiochi
- Barnyard (2006) - Pig

## Doppiatori italiani
- Roberto Stocchi in Beverly Hills Cop III - Un piedipiatti a Beverly Hills III

Da doppiatore è sostituito da:
- Vittorio Battarra in Darkwing Duck (Clorofix)
- Renzo Stacchi in Aladdin (Principe Uncouthma)
- Simone Mori in Barnyard - Il cortile